# Aglossa
Aglossa är ett släkte av fjärilar som beskrevs av Pierre André Latreille 1796. Aglossa ingår i familjen mott.

## Bildgalleri

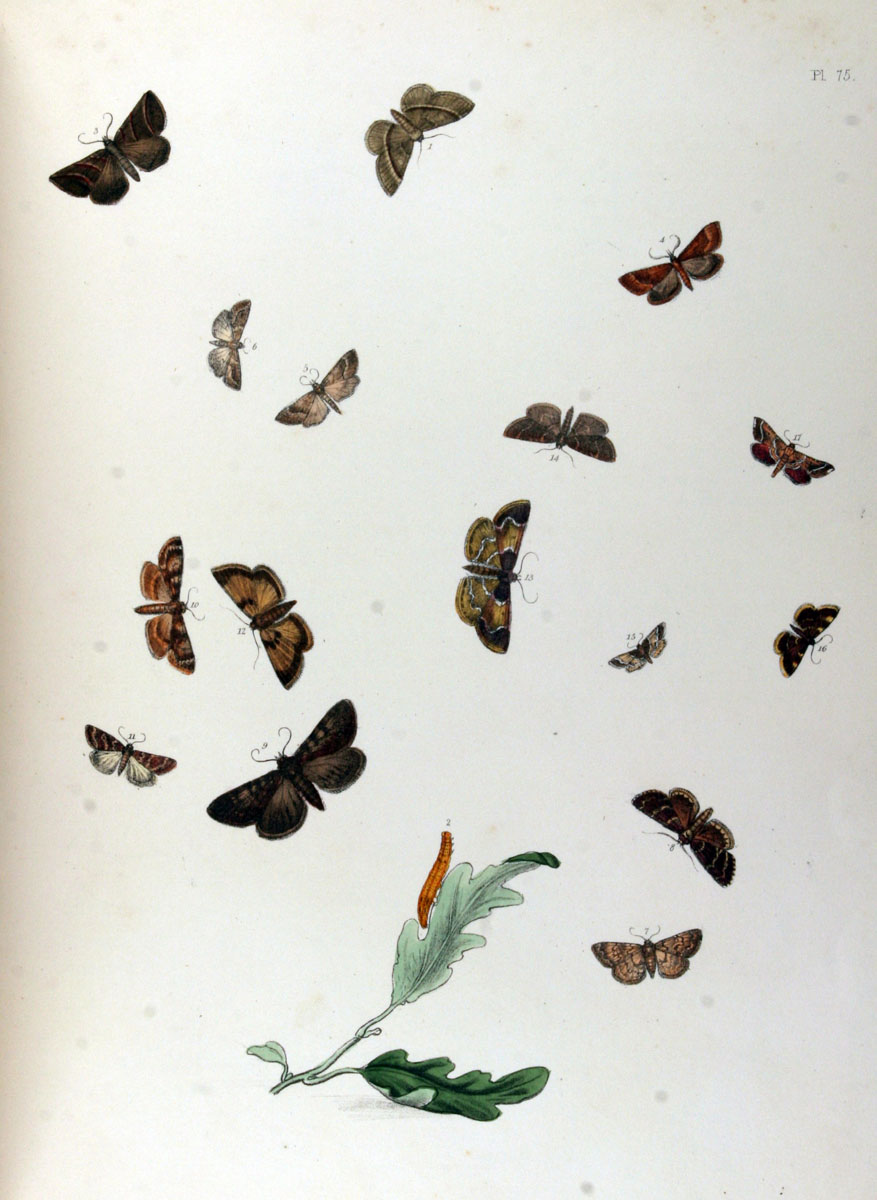

## Dottertaxa tillAglossa, i alfabetisk ordning[1][2]
- Aglossa abdidalis
- Aglossa acallalis
- Aglossa achatina
- Aglossa aenalis
- Aglossa aenigmatalis
- Aglossa aglossella
- Aglossa approximalis
- Aglossa arcuatalis
- Aglossa asiatica
- Aglossa atlassica
- Aglossa baba
- Aglossa brabanti
- Aglossa cacamica
- Aglossa caprealis
- Aglossa capsalis
- Aglossa circozyga
- Aglossa circularis
- Aglossa costiferalis
- Aglossa costigeralis
- Aglossa cuprina
- Aglossa dimidiatus
- Aglossa disciferalis
- Aglossa domalis
- Aglossa electalis
- Aglossa enthealis
- Aglossa exsucealis
- Aglossa ferrealis
- Aglossa fumifusalis
- Aglossa furva
- Aglossa gigantalis
- Aglossa gracilis
- Aglossa guicciardii
- Aglossa ifniensis
- Aglossa ignalis
- Aglossa incultalis
- Aglossa incultella
- Aglossa indistincta
- Aglossa infuscalis
- Aglossa lateritialis
- Aglossa lividalis
- Aglossa maceralis
- Aglossa marmoratella
- Aglossa marmorella
- Aglossa maroccana
- Aglossa micalialis
- Aglossa nigripennis
- Aglossa obliteralis
- Aglossa ocellalis
- Aglossa ocelliferalis
- Aglossa oculalis
- Aglossa ommatalis
- Aglossa phaealis
- Aglossa pinguiculatus
- Aglossa pinguinalis
- Aglossa pulverealis
- Aglossa rabatalis
- Aglossa rhodalis
- Aglossa rubralis
- Aglossa sanaensis
- Aglossa signicostalis
- Aglossa simplicialis
- Aglossa steralis
- Aglossa streatfieldii
- Aglossa subpurpuralis
- Aglossa suppunctalis
- Aglossa tanya
- Aglossa tenebrosalis
- Aglossa thermochroa